# Église Saint-André-les-Cordeliers de Gap
L'église Saint-André-les-Cordeliers est une église catholique française, située dans le département des Hautes-Alpes, dans la commune de Gap, dans le diocèse de Gap et d'Embrun.
C'est en son sein que se retrouvent les catholiques gapençais pour la messe tridentine au sein de la communauté Saint-Pie V.

## Historique
Un premier couvent est construit en 1230, puis détruit pendant les guerres de Religion. L'église est reconstruite en 1725 et rendue au culte en 1801. Elle est restaurée après un incendie en 1994. Elle est l'une des treize églises de la paroisse Saint-Arnoux créée en 2011.